# 팝핀현준
팝핀현준(본명: 남현준, 南賢俊, 1979년 1월 30일~)은 대한민국의 예술가이자 대학 교수로, 1998년에 댄스 팝 음악 그룹 《Y.T.C.》의 구성원으로 가담 및 영입되어 첫 데뷔했다.

## 학력
- 중경고등학교 중퇴
- 한림연예예술고등학교 실용무용학과 졸업
- 동아방송예술대학교 방송연예계열 중퇴
- 경희사이버대학교 문화예술경영학과 재학

## 앨범
- 영턱스클럽 《아시나요》(1998년)
- 싱글앨범 《사자후》(2005년)
- 1집앨범 《One & Only》(2007년)
- 디지털싱글 《우리의 소리를 찾아서》(2007년)
- 그룹 에이포스 《원더우먼》 (2009년)
- 싱글앨범 《I’M NAMHYUNJOON》 (2015년)
- 싱글앨범 《ARIRANG SHOCK》 (2016년)
- 싱글앨범 《WE THE ONE》 (2018년)
- 미니앨범 《BACK TO THE OLD SCHOOL》 (2019년)
- 싱글앨범 《평창아리랑》 (2020년)

## 주요 출연작

### 영화
- 《플라이대디》(2006년)
- 《정무문 - 쿵푸 힙합》(2008년)
- 《소림사 - 2014년》(2013년)

### 뮤직비디오
- 친구여(조PD)
- jtl 엔터더드래곤
- 조성모 다짐
- 2000대한민국 힙합프로젝트 비상
- 영턱스클럽 아시나요
- 신인가수 hook 보물찾기
- 이주노 무제의귀환
- 버벌진트 비범벅
- 조관우 풍등

### 드라마
- 《오버 더 레인보우》(2006년)

### 방송
- 《빅매치 클럽 오디션》(2008년)
- 《사랑은 춤을 타고》(2014년)
- 《나의 아버지》(2016년)
- 《살림하는 남자들》 (2019년 ~ 2021년)
- 《복면가왕》 (2020년)
- 《KBS 연예대상》 (2020년) (윤주만, 박애리, 노지훈과 같이 출연)
- 《MBN 보이스킹》(2021년)
- 《생방송 행복드림 로또 6/45》 (2023년) 게스트 - 1051회
- 《아침마당》 (2023년 11월 27일 9530회  '너희가 힙합을 아느냐')

## 광고
- SK엔크린(2007년)
- 삼성 YAPP(2008년)
- 베이직하우스(2008년)
- LG유플러스 캔유 (2004년)
- 하이트진로 하이트 맥주 (2004년)
- 기아자동차 카렌스 (2006년)
- 펩시콜라(중국 전대륙) (2008년)
- 코롱스포츠(2007년)

## 저자
- 원 앤 온리(나는 팝핀현준이다) (반디출판사, 2007년)
- 세상에 모든것이 춤이될때 (시공사,2023)

## 경력
- '영턱스클럽' 객원 멤버
- 'GORLLA DANCE FACTORY' 멤버그룹
- '바이오닉 주노' 멤버 댄스팀
- 팝핀현준아트컴퍼니 대표
- 2012년 세계 기네스북에 등재-최다참여 비보이 퍼포먼스 Largest BBOY 528명이 함께하는 퍼포먼스
- 2012년 평창 동계 스페셜올림픽 명예 홍보대사 위촉
- 2012년 제1회 전국학교 스포츠클럽대회 창작댄스부문 심사위원
- 2013년 제12회 의정부국제음악극축제 홍보대사 위촉
- 2013년 다운복지관 홍보대사 위촉
- 2013년 사단법인 생명나눔실천본부 장기기증 홍보대사 위촉
- 2013년~ 서울호서예술전문학교 실용무용예술학부 겸임교수
- 2023년 TV조선 브레이킹 댄스 해설위원

## 수상 내역
- 2007년 제1회 아시아청년예술제 대중예술대상
- 2007년 BQ 청년주간 아시아 댄스킹상
- 2010년 하북방송국 우수작품상
- 2014년 2014창조브랜드대상 문화콘텐츠 산업부문
- 2016년 (사)한류힙합문화대상 팝핀대상,공로상,퍼포먼스상수상
- 2017년 신한류댄스대회 솔로부분 대상
- 2018년 '서울특별시 시장 표창 힙합 청년 희망 대상 '팝핀현준&박애리'
- 2019년 korea dance delight winner
- 2020년 KBS 연예대상 리얼리티부문 남자 최우수상

## 가족 관계
- 어머니 : 양혜자
  - 사촌형 : 남경필
  - 배우자 : 박애리 (1977년 9월 10일 ~ )
    - 딸 : 남예술

## 같이 보기
- 팝핑
- A-FORCE